# Вяткино (деревня, Москва)
Вя́ткино — деревня в Троицком административном округе Москвы (до 1 июля 2012 года в составе Подольского района Московской области). Входит в состав поселения Клёновское.

## Население
| 1859 | 1890 | 1899 | 1926 | 2002 | 2006 | 2010 |
| ---- | ---- | ---- | ---- | ---- | ---- | ---- |
| 102  | ↘100 | ↘87  | ↗120 | ↘5   | ↘2   | ↗10  |

Согласно Всероссийской переписи, в 2002 году в деревне проживало 5 человек (3 мужчин и 2 женщины). По данным на 2005 год в деревне проживало 2 человека.

## География
Деревня Вяткино расположена в юго-восточной части Троицкого административного округа, примерно в 64 км к юго-западу от центра Москвы. В 9 км к северо-западу от деревни проходит Варшавское шоссе, в 9 км к востоку — Старое Симферопольское шоссе, в 10 км к северо-востоку — Московское малое кольцо А107.
К деревне приписано два садоводческих товарищества (СНТ). Ближайшие населённые пункты — деревни Жохово и Чернецкое. Рядом с деревней протекает река Трешня бассейна Пахры.

## История
В «Списке населённых мест» 1862 года — владельческое сельцо 1-го стана Подольского уезда Московской губернии между Московско-Варшавским шоссе и Серпуховским трактом, в 23 верстах от уездного города и 16 верстах от становой квартиры, при прудах и колодце, с 17 дворами и 102 жителями (50 мужчин, 52 женщины).
По данным на 1899 год — деревня Клёновской волости Подольского уезда с 87 жителями.
В 1913 году — 22 двора и усадьба Митрофанова.
По материалам Всесоюзной переписи населения 1926 года — деревня Никоновского сельсовета Клёновской волости Подольского уезда в 8,5 км от Серпуховского шоссе и 7,5 км от станции Столбовая Курской железной дороги, проживало 120 жителей (51 мужчина, 69 женщин), насчитывалось 24 хозяйства, из которых 23 крестьянских.
1929—1963, 1965—2012 гг. — населённый пункт в составе Подольского района Московской области.
1963—1965 гг. — в составе Ленинского укрупнённого сельского района Московской области.
С 2012 г. — в составе города Москвы.

## Транспорт
Рядом с деревней расположена одноимённая железнодорожная платформа Вяткино Большого кольца МЖД. Платформа относится к Московско-Смоленскому отделению Московской железной дороги. На платформе останавливаются электропоезда, курсирующие на участке Кубинка-2 — Кубинка-1 — Бекасово-1 — Столбовая — Детково и электропоезда линии Апрелевка — Детково.
От деревни Вяткино существует автобусное сообщение с Подольском (маршрут № 1033: станция Подольск — Клёново — Чернецкое — Вяткино — Жохово).